# Castana (Iowa)
Castana – miasto w Stanach Zjednoczonych, w stanie Iowa, w hrabstwie Monona.

## Demografia
Zgodnie ze spisem statystycznym z 2000, miasto liczyło 178 mieszkańców. W 2023 liczba mieszkańców spadła do 103 osób, a gęstość zaludnienia poniżej 43 osób/km².